# Linchidwergsalangaan
De linchidwergsalangaan (Collocalia linchi) is een vogel uit de familie der Apodidae (gierzwaluwen). 

## Verspreiding en leefgebied
Deze soort komt voor in Java en Sumatra en telt 3 ondersoorten:
- C. l. ripleyi: Sumatra.
- C. l. linchi: Java en Bawean, een vulkanisch eiland ten noorden van het Indonesische eiland Java.
- C. l. dedii: Bali en Lombok.